# Bogarra (ort)
Bogarra är en ort i Spanien.   Den ligger i provinsen Provincia de Albacete och regionen Kastilien-La Mancha, i den centrala delen av landet, 240 km sydost om huvudstaden Madrid. Bogarra ligger 853 meter över havet och antalet invånare är 1 140.
Terrängen runt Bogarra är huvudsakligen kuperad. Bogarra ligger nere i en dal. Runt Bogarra är det mycket glesbefolkat, med 6 invånare per kvadratkilometer. Närmaste större samhälle är Molinicos, 12,9 km söder om Bogarra. Omgivningarna runt Bogarra är i huvudsak ett öppet busklandskap.